# Loudness
Loudness (ラウドネス, Raudonesu) és un grup de metal japonès creat el 1981 per Akira Takasaki i Munetaka Higuchi després de la dissolució de Lazy. Loudness continua essent avui en dia un del grups japonesos més respectats i imitats; grups japonesos com X Japan, Sex Machineguns o Anthem han estat influenciats per Loudness. Grups occidentals com Van Halen, Hammerfall o Children of Bodom també mencionen Loudness com una influència destacable.

## Història
Lazy, un grup de pop-rock japonès, es desfà el 1981 deixant sense grup al guitarrista Akira Takasaki i al bateria Munetaka Higuchi. Després de la dissolució Akira Takasaki decideix començar el seu propi grup de heavy metal. Aviat s'unirien al grup Munetaka Higuchi a la bateria, Minoru Niihara a la veu i Masayoshi Yamashita al baix.
Ràpidament començarien les gravacions del primer àlbum del grup, The Birthday Eye, que va tenir una gran acceptació per part del públic. Uns mesos més tard trauen el seu segon àlbum, Devil Soldier. A poc a poc anaven dominant el mercat del heavy metal al Japó, el que va fer que discogràfiques occidental s'interessessin per ells. El tercer àlbum, The Law of Devi’s Land, fou llançat també a Europa i van fer un tour per certes ciutats europees.
En acabar el tour fou llançat el seu quart àlbum: Disillusion.

## Membres

### Actualment
- Minoru Niihara (cantant, 1981-1988; 2001-actualitat) - En Minoru Niihara va néixer el 12 de març de 1960. El seu primer grup va ser Earthshaker, on tocava el baix i cantava. Es va decantar cap a la música blues i va esdevenir membre del grup el 1981. Se'n va anar el 1989, però després de treballar amb diversos grups (incloent-hi Ded Chaplin, Sly i XYZ-A, va tornar a Loudness. Va llançar un àlbum en solitari el 2006 d'acord per fer un àlbum amb XYZ-A.
- Akira Takasaki (guitarrista, 1981-actualitat) - L'Akira va néixer a Osaka, el 22 de febrer de 1961. Va començar la carrera de músic en el grup Lazy. El seu estil de música no era diferent amb el grup que tocava i va crear "Loudness".
- Masayoshi Yamashita (baixista, 1981-1991; 2001-actualitat) - En Masayoshi Yamashita dona suport a la música del grup donant-li un toc de so de fons. Li van demar d'unir-se a Loudness des que va fer-se amic de l'Akira.
- Munetaka Higuchi (bateria, 1981-1992; 2001-actualitat) - En Munetaka Higuchi tocava a Lazy amb l'Akira, i després van formar "Loudness" juntament amb ell. Després de marxa de Loudness el 1993, va crear Sly amb en Minoru i l'ex-guitarrista dels Earthshaker Shinichiro Ishihara.

### Anteriors
- Hirotsugu Homma - (bateria) (1992-2001) (Ezo, Saber Tiger, Anthem, Flatbacker)
- Naoto Shibata - baixista (1993-2001) (Anthem, Saber Tiger)
- Masaki Yamada - (cantant) (1991-2001) (Ezo, Flatbacker)
- Mike Vescera - (cantant) (1989-1991) (ex-Killing Machine, The Reign of Terror-, Obsession (EUA), Palace of Black, Safe Haven, Roland Grapow, MVP, ex-Yngwie J. Malmsteen, ex-Dr. Sin
- Taiji Sawada - (baixista) (1992-1993) (X Japan, Kings, Dirty Trashroad)

## Discograpfia

### Àlbums d'estudi
- The Birthday Eve (1981)
- Devil Soldier (1982)
- The Law of Devil's Land (1983)
- Disillusion (1984)
- Disillusion (1984) - versió anglesa
- Thunder in the East (9 de novembre de 1985) #74 (EUA)
- Shadows of War (1986)
- Lightning Strikes (1986) - Remix als EUA de Shadows of War #64 (EUA)
- Hurricane Eyes (1987) #190 (EUA)
- Hurricane Eyes (1987) - versió japonesa
- Soldier of Fortune (1989)
- On the Prowl (1991)
- Loudness (1992)
- Heavy Metal Hippies (1994)
- Ghetto Machine (1997)
- Dragon (1998)
- Engine (1999)
- Spiritual Canoe (2001)
- The Pandemonium (2001)
- Biosphere (2002)
- Terror (2004)
- Racing (2004)
- Breaking the Taboo (2006)
- Metal Mad (2008)

### Àlbums en directe
- Live-Loud-Alive: Loudness in Tokyo (1983)
- 8186 Live (1986)
- Eurobounds (1986)
- Once And For All (1993)
- Loud 'n Raw (1995)
- Loudness Live 2002 (2002)
- The Soldier's Just Came Back (2002)

### EP
- Odin  (1985)
- Jealousy (1988)
- The Battleship Musashi(2005)

### Recopilacions
- Never Stay Here, Never Forget You (1986)
- A Lesson In Loudness (1989)
- Loudest (1991)
- Loudest Ballads (1991)
- Loud n' Rare (1992)
- Best Songs (1995)
- Masters of Loudness (1996)
- Very Best of Loudness (1997)
- Best of Loudness 8688: Atlantic Years (2001)
- Re-Masterpieces (2002)
- RockShocks (2004)
- The Best of Reunion (2005)

### Singles
- "Burning Love" (1982)
- "Geraldine" (1983)
- "Road Racer" (1983)
- "Road Racer" (1983) - versió anglesa
- "Crazy Night" (1985)
- "Gotto Fight" (1985)
- "Let It Go" (1986)
- "Let It Go" (1986) - versió anglesa
- "Risky Woman" (1986)
- "Long Distance Love" (1989)
- "Dreamer & Screamer" (1989)
- "You Shook Me" (1989)
- "Slap in the Face" (1991)
- "Black Widow" (1992)
- "Crazy Samurai" (2004)
- "The Battleship Musashi" (2005)
- "Ashes To The Sky"

### Treballs importants
- Messiah's Blessing (1982) - Misako Honjou
- 13th (1983) - Misako Honjou
- Metal Vibes (2002)
- #128 (2006)
- Ashes To Glory (2006)
- Drum Collection Vol. 001 (2006)

## Videos

### VHS
- Loudness Live: Loudness presents Loud'n Fest Vol.1 at Club Citta' (2002) - oficial

### DVD
- Loudness Live Terror 2004 (2004)
- Rock-Shocking The Nation (2005)
- Loudness Live In Seoul (2005) - Oficial, sèrie 2
- Loudness In America '06 (2006)
- Thanks 25th Anniversary: Loudness Live at International Forum (2006)